# The Book of Taliesyn
| 평가 점수                        | 평가 점수 |
| 출처                             | 점수      |
| -------------------------------- | --------- |
| AllMusic                         | [ 1 ]     |
| PopMatters                       | [ 2 ]     |
| Collector's Guide to Heavy Metal | 5/10      |

《The Book of Taliesyn》은 영국의 록 밴드 딥 퍼플의 두 번째 스튜디오 음반으로, 첫 번째 음반 《Shades of Deep Purple》 이후 불과 세 달 만에 녹음되었으며, 1968년 10월, 테트라그람마톤 레코드를 통해 발매되었다. 이 음반은 밴드의 첫 번째 미국 투어 직전에 발매되었으며, 음반 제목은 14세기 웨일스 시집인 《탈리에신의 서》에서 따온 것이다.
이 음반의 구성은 첫 번째 음반과 유사하게 네 곡의 자작곡과 세 곡의 리메이크 곡으로 이루어져 있으나, 수록곡들의 길이는 더 길고 편곡은 더 복잡하며 사운드 또한 이전보다 세련되었다. 음악 스타일은 사이키델릭 록, 프로그레시브 록, 하드 록이 혼합되어 있으며, 키보디스트 존 로드가 편곡한 클래식 음악의 삽입구도 다수 포함되어 있다.
딥 퍼플의 미국 음반사는 당시 미국 내에서 큰 영향력을 지니고 있던 히피 청중을 주요 타깃으로 삼았으나, 음반과 싱글의 차트 성적은 기대에 미치지 못했다. 그러나 이러한 성과 부족은 세 달간의 미국 투어 성공에 큰 영향을 주지 못했으며, 밴드는 여러 주요 공연장과 페스티벌에서 연주하며 관객과 언론으로부터 긍정적인 반응을 얻었다. 당시 딥 퍼플은 여전히 영국 내에서는 언더그라운드 밴드로, 소규모 클럽이나 대학가에서 공연하였으며, 언론과 대중의 주목을 받지 못하고 있었다. 영국 음반사 EMI는 《The Book of Taliesyn》을 1969년 6월에 이르러서야 새로운 언더그라운드 프로그레시브 록 하위 레이블인 하비스트 레코드를 통해 발매하였으며, 이 음반은 차트에 진입하지 못했다. 이후 싱글 〈Emmaretta〉의 발매와 1969년 여름의 영국 공연 일정 역시 음반 판매량이나 딥 퍼플의 인지도 상승으로 이어지지 못했다. 그러나 시간이 흐르며 이 음반에 대한 평가는 점차 긍정적으로 바뀌었고, 이후에는 보다 우호적인 평가를 받게 되었다.

## 배경
딥 퍼플은 1968년 10월부터 시작된 미국 장기 투어에 참여하게 되었는데, 이는 이들의 첫 번째 음반 《Shades of Deep Purple》이 미국과 캐나다에서 예상치 못한 성공을 거둔 결과였다. 특히 싱글 〈Hush〉의 인기가 큰 역할을 했는데, 이 곡은 1968년 6월에 발매되어 미국 싱글 차트 4위, 캐나다 차트 2위에 오르며 밴드의 해외 인지도를 급격히 끌어올렸다. 그러나 이러한 해외에서의 성공과 달리, 영국 내에서는 언론과 청중들로부터 혹평을 받는 등 정반대의 반응을 마주해야 했다.
1968년 7월, 밴드와 스태프는 웨스트서식스주에서 런던으로 거처를 옮겼다. 이들의 매니지먼트는 액턴 베일 세컨드 애비뉴 13번지에 위치한 주택을 임대하였으며, 이곳은 멤버들의 숙소이자 공연 및 홍보 일정이 없을 때 미국 투어를 준비하는 공간으로 사용되었다. 기타리스트 리치 블랙모어는 자신의 독일인 약혼녀 밥스 하디와 함께 이 집에 거주하였다.
딥 퍼플의 미국 음반사 테트라그람마톤 레코드의 경영진은, 이미 성공을 거둔 《Shades of Deep Purple》 외에도 미국 투어 기간 중 홍보할 수 있는 새로운 음반이 있다면 수익성이 더 클 것이라고 판단하였다. 게다가 5월에 데뷔 음반을 위해 녹음된 여덟 곡과 7월과 8월, 영국 공연에서 연주된 레퍼토리는 미국 투어에서 헤드라이너로서의 공연을 소화하기에는 부족하다고 여겨졌다. 이러한 이유로 그들은 아직 영국에서 데뷔 음반이 발매되지 않았음에도 불구하고 투어가 시작되기 불과 몇 달 전에 스튜디오로 밀려났다.

## 곡 목록
모든 크레딧은 오리지널 발매에서 수정되었다.
| #  | 제목                                              | 작사·작곡                                        | 재생 시간 |
| -- | ------------------------------------------------- | ------------------------------------------------ | --------- |
| 1. | 〈Listen, Learn, Read On〉                        | 리치 블랙모어, 로드 에번스, 존 로드, 이언 페이스 | 4:05      |
| 2. | 〈Wring That Neck〉 (기악)                        | 블랙모어, 닉 심퍼, 로드, 페이스                  | 5:13      |
| 3. | 〈Kentucky Woman〉 (닐 다이아몬드 커버)           | 닐 다이아몬드                                    | 4:44      |
| 4. | 〈Exposition / We Can Work It Out〉 (비틀즈 커버) | 블랙모어, 심퍼, 로드, 페이스 / 레논-매카트니     | 7:06      |

| #  | 제목                                                    | 작사·작곡                           | 재생 시간 |
| -- | ------------------------------------------------------- | ----------------------------------- | --------- |
| 5. | 〈Shield〉                                              | 블랙모어, 에번스, 로드              | 6:06      |
| 6. | 〈Anthem〉                                              | 로드, 에번스                        | 6:31      |
| 7. | 〈River Deep, Mountain High〉 (아이크 & 티나 터너 커버) | 제프 배리, 엘리 그리니치, 필 스펙터 | 10:12     |